# 張裕妃
裕妃張氏（ゆうひ ちょうし、万暦34年7月19日（1606年8月22日） - 天啓3年8月22日（1623年9月16日））は、明の天啓帝の妃嬪。

## 経歴
涿州で庶民の張世登と段氏のあいだの娘として万暦34年7月19日（1606年8月22日）に生まれる。万暦40年（1612年）に後宮に入り、侍女となった。
天啓の初め、皇帝と関係した。天啓3年（1623年）5月18日、出産が間近いような様子を示し、妃の位を授けられた。しかし出産予定日を久しく過ぎても出産せず、天啓帝の怒りを買った。さらに、無礼なことを言って魏忠賢や天啓帝の乳母の客氏から嫌われた。同年8月8日、位を奪われ、別宮に幽閉されて、飲食を絶たれた。8月22日（西暦9月16日）、亡くなった。
崇禎4年（1631年）、崇禎帝から「悼順」と諡され、妃の礼で金山に葬られた。

## 伝記資料
- 『明熹宗実録』
- 『明史』
- 『酌中志』
- 『熹廟悼順裕妃壙志』